# White Castle
White Castle – miasto w Stanach Zjednoczonych, w stanie Luizjana, w parafii Iberville.